# Endverzweiger
Ein Endverzweiger (Abkürzung EVz) ist ein Bauteil der „Linientechnik“ des deutschen Telefonnetzes. Er ist vorgesehen zum Abschluss des (meistens unterirdisch) ins Haus oder an die Außenwand geführten Telefonkabels („Ortsanschlusskabel“). Von dort aus führen die Endstellenleitungen zu den Endgeräte-Anschlussdosen (TAE); in der Regel mit einem Installationskabel an die „1. TAE“.

## Verwendungszweck
Endverzweiger werden häufig als APL eingesetzt. 

## Ausführungen bzw. Typen
Durch einen weiteren an die Bezeichnung EVz angehängten Buchstaben werden die älteren EVz-Typen entsprechend ihrer Verwendungsmöglichkeit genauer spezifiziert:
- EVzi („i“ für Innenbau), geeignet für den trockenen Innenbereich
- EVza („a“ für Außenbau), geeignet für feuchte Räume und im Freien

Bei neueren EVz ist diese zusätzliche Angabe nicht mehr zu finden, da sie grundsätzlich für außen und innen geeignet sind. Heute ist eine Anbringung im Inneren eines Gebäudes üblich, vorzugsweise im Hausanschlussraum. Nur wenn kein geeigneter Innenraum zur Verfügung steht (z. B. bei nicht unterkellerten Gebäuden) wird der EVz außen angebracht. Die Anbringung an der Außenwand hat zwar den Vorteil leichter Zugänglichkeit, dafür besteht die Gefahr der Beschädigung, zufällig oder bewusst zur Störung des Telefonanschlusses. 

Im Laufe der Zeit wurden viele verschiedene EVz-Typen eingesetzt. Aufgrund der Langlebigkeit der Kabelinfrastruktur sind noch EVz aller Typen anzutreffen. 

### Typenübersicht
Die Zahl gibt die zweistellige Jahreszahl (19xx) der Einführung bzw. Konstruktion des jeweiligen EVz-Typs bei der Deutschen Reichs-, Bundespost oder der Deutschen Telekom an:
| Typ           | Anzahl Doppeladern | Kontakttechnik | Kontakttechnik     | Bemerkung                                |
| Typ           | Anzahl Doppeladern | Anschlusskabel | Installationsseite | Bemerkung                                |
| ------------- | ------------------ | -------------- | ------------------ | ---------------------------------------- |
| EVza 25       | 5 oder 10          | Lötöse         | Schraubklemme      | aus Gusseisen                            |
| EVzi          | 5 oder 10          | Lötöse         | Schraubklemme      | Vorgänger des EVzi 57 a                  |
| EVzi 57 a     | 5 oder 10          | Lötöse         | Schraubklemme      |                                          |
| EVza 59       | 10                 | Lötöse         | Schraubklemme      |                                          |
| EVza 64 a     | 10                 | Lötöse         | Schraubklemme      |                                          |
| EVza 72       | 10                 | Schraubklemme  | Schraubklemme      |                                          |
| EVz 78        | 10                 | Schraubklemme  | Schraubklemme      |                                          |
| EVz 80        | 6                  | Schraubklemme  | Schraubklemme      |                                          |
| EVz 83        | 2                  | LSA            | LSA                |                                          |
| EVz 84        | 6                  | LSA            | LSA                |                                          |
| EVz 85        | 10                 | LSA            | LSA                |                                          |
| EVz 88        | 30                 | LSA            | LSA                |                                          |

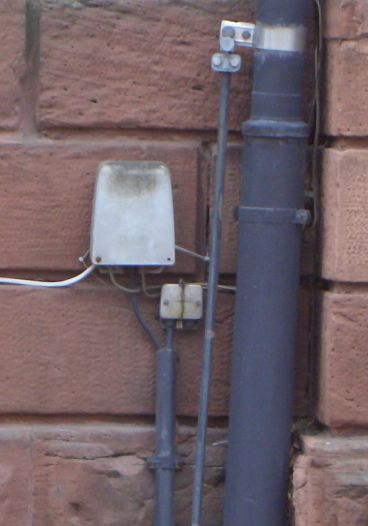
Links im Bild ein EVz Typ 78

| EVz 89        | 50                 | LSA            | LSA                | Baugleich EVs 90, erweiterbar auf 100 DA |
| EVz 90        | 100                | LSA            | LSA                |                                          |
| EVz 50-100/00 | 50-100             | LSA            | LSA                | ausbaubar mit AsLe80                     |
| EVz 98        | 10 (2 bis 200)     | LSA            | LSA                | auch mit Schraubklemmen                  |

- Angegeben ist die übliche Anzahl der Doppeladern, die im EVz aufgelegt werden können. Einige neuere EVz-Typen gibt es auch mit abweichender Doppeladernanzahl.
- LSA bedeutet Löt-, Schraub und Abisolierfreie Anschlusstechnik, siehe auch Schneidklemme

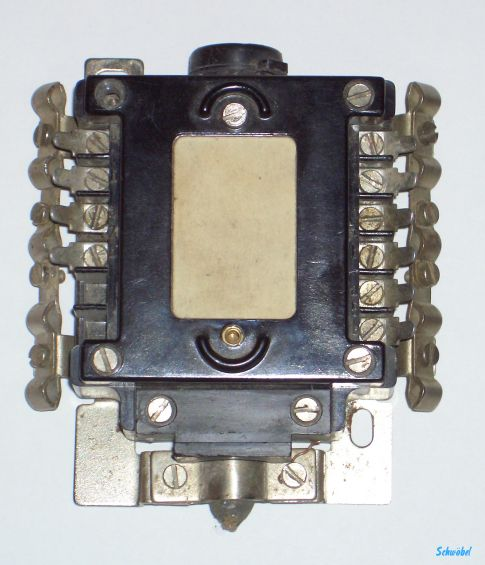
EVzi 57 a für 5 Doppeladern
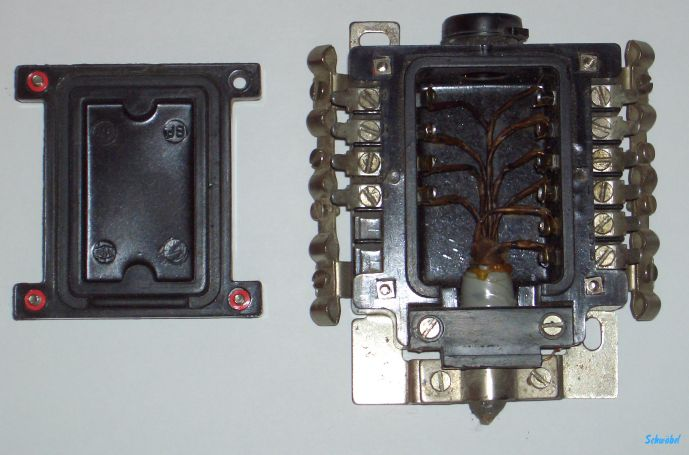
EVzi 57 a für 5 Doppeladern, Deckel abgenommen
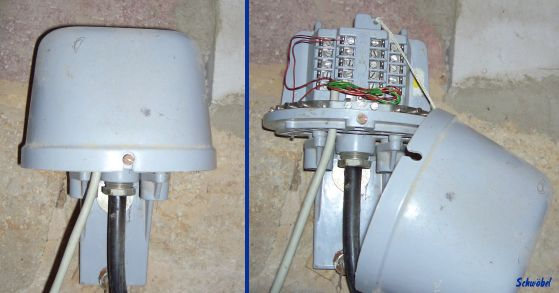
EVza 59: links geschlossen, rechts Haube abgenommen
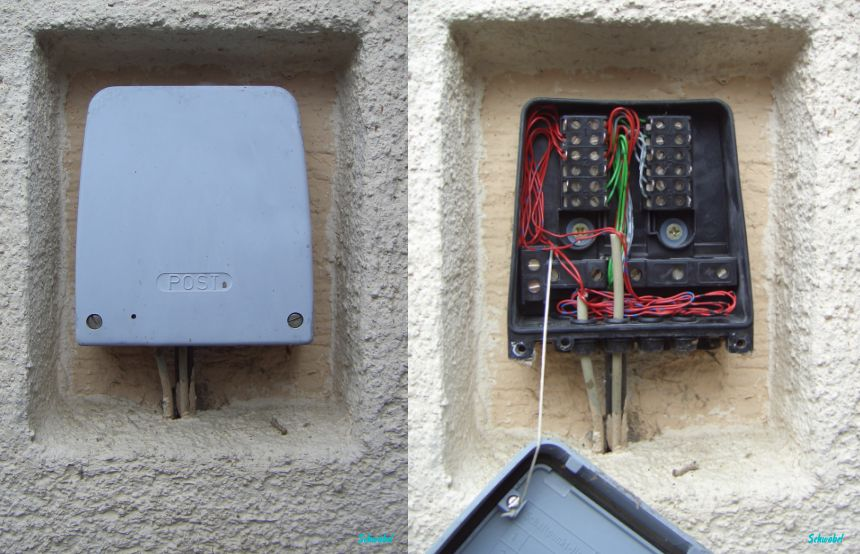
EVz 80: links geschlossen, rechts Deckel abgenommen
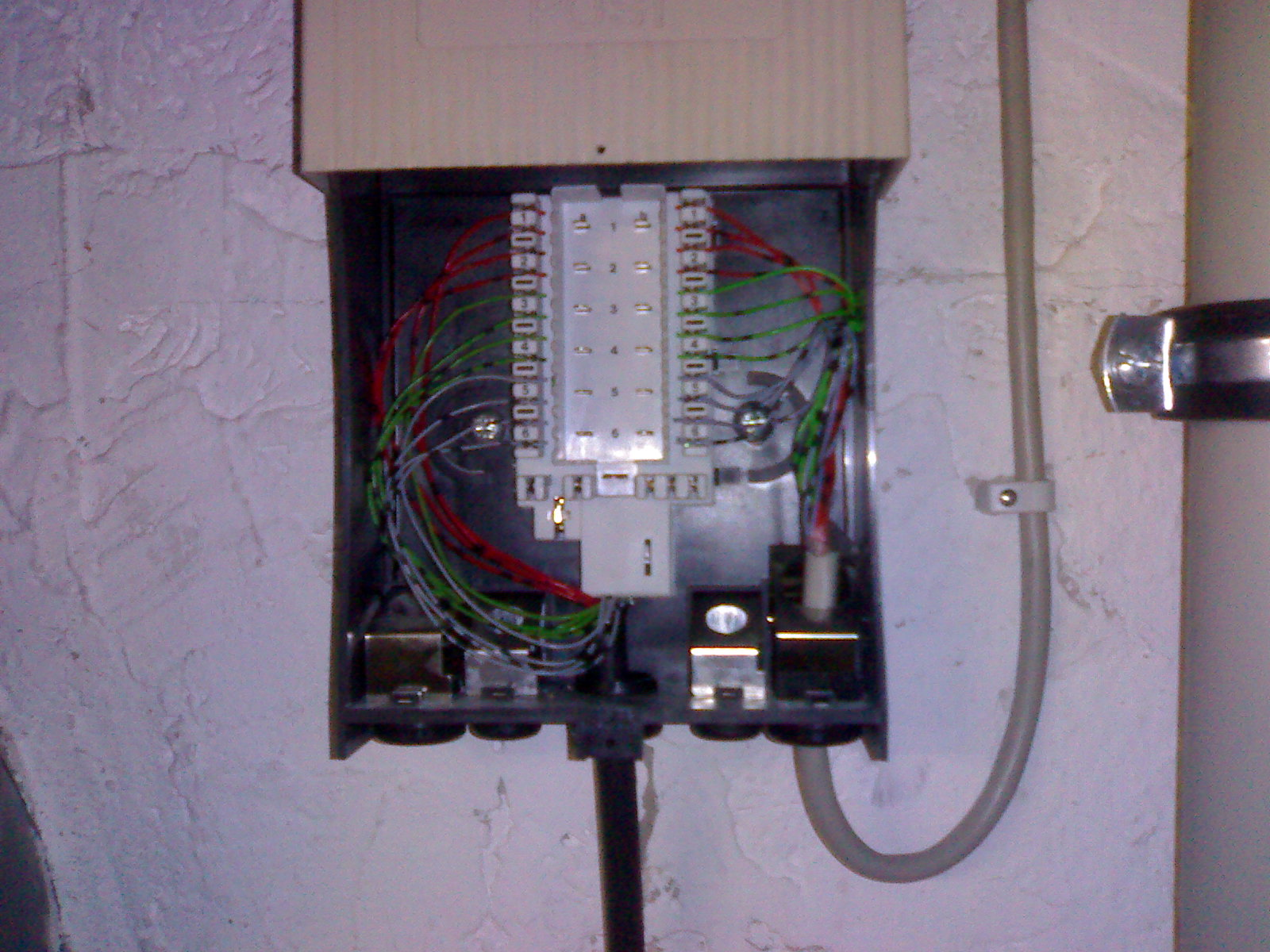
EVz 84: für 6 DA, LSA+-Technik
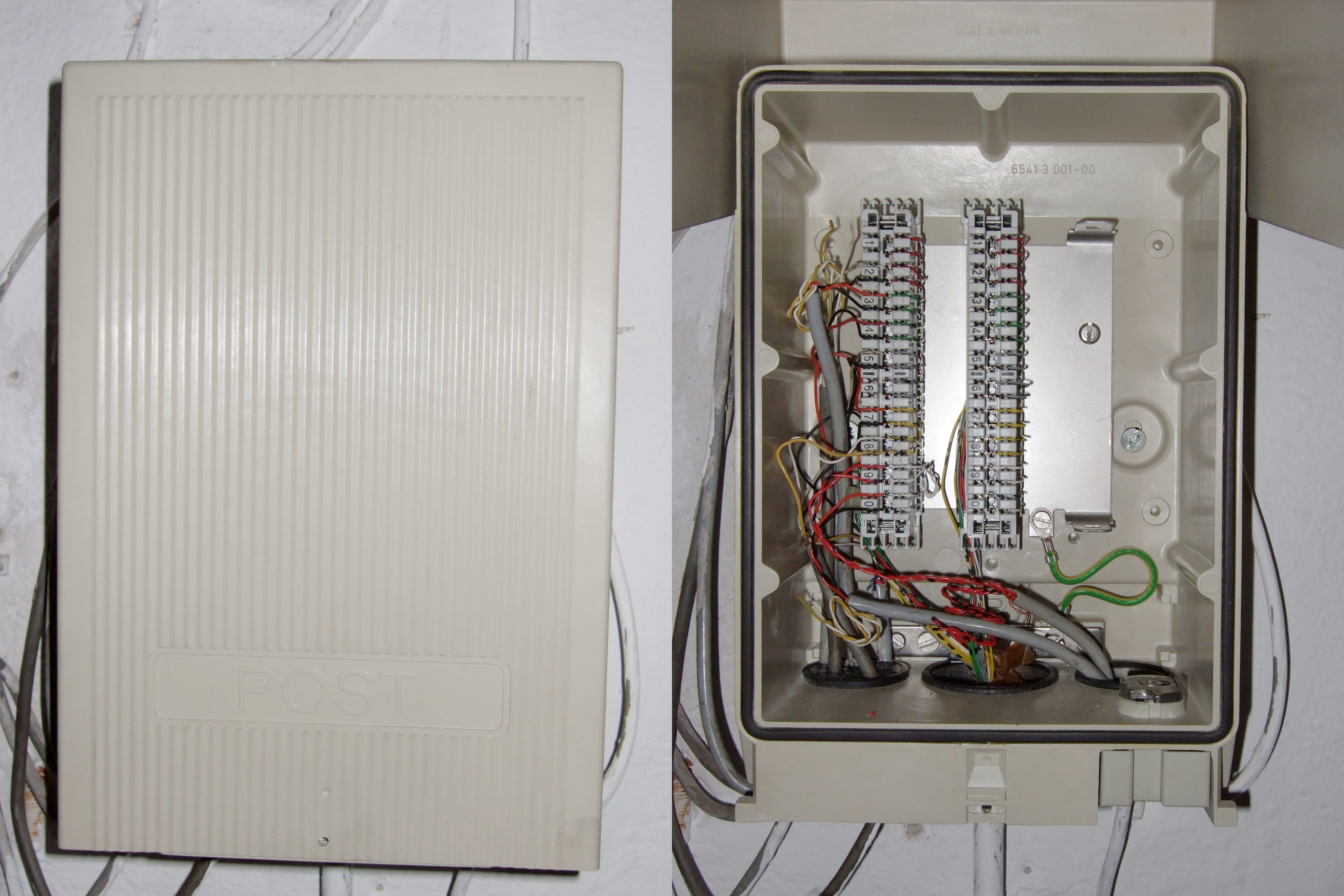
EVz 88: für bis zu 30 DA, LSA+-Technik (zwei LSA-Leisten montiert)
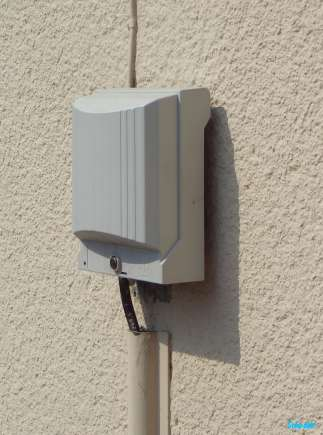
EVz 98

### EVza 25
Der EVza 25 war für den Kabelabschluss im Freien oder in feuchten Räumen bestimmt. Er wurde in zwei Größen hergestellt, für fünf und für zehn Doppeladern. Sein Gehäuse besteht aus Gusseisen. Der EVza 25 ist in zwei Räume unterteilt, den Kabelabschlussraum und den Schaltraum. Der Kabelabschlussraum ist an der Rückseite des EVz durch einen Deckel mit Gummidichtung und der Schaltraum auf der Vorderseite durch einen gewölbten Deckel mit Gummidichtung verschlossen. Der Schaltraumdeckel ist mit einem Scharnier am Gehäuse befestigt. Die Drähte des Anschlusskabels werden im Kabelabschlussraum auf Löthaken aufgelegt; die Drähte der Installationskabel im Schaltraum unter Messingschrauben geklemmt. EVza 25 findet man nur noch selten im Einsatz.

### EVza 59
Wegen der aufwändigen Nachpflege des EVza 25 (entrosten und streichen), wurde 1959 der EVza 59 als Nachfolger entwickelt. Er besteht aus Polyesterharz und ist wie der EVza 25 in Kabelabschlussraum und Schaltraum unterteilt. Der Kabelabschlussraum ist mit einem Deckel mit Gummidichtung verschlossen, der Schaltraum hat keinen eigenen Deckel. Die Drähte des Anschlusskabels werden im Kabelabschlussraum auf Löthaken aufgelegt; die Drähte der Installationskabel im Schaltraum unter Schraubklemmen geschaltet. Als Wetterschutz dient eine Schutzhaube, die von oben, ohne zusätzliche Dichtung, aufgesetzt ist. Die Befestigung an der Wand erfolgt mit einer separaten Konsole, auf die der Endverzweiger gesetzt wird. Trotz ihres Alters sind EVza 59 bei Altbauten in den alten Bundesländern noch häufig anzutreffen.